# Party!!
「Party!!」（パーティー!!）は、日本のポップ・ロック・バンドである緑黄色社会の楽曲。2024年3月6日にSony Music Labelsの社内レーベルEpic Records Japanより9枚目のシングルとして発売された。楽曲はTOKYO MXほかで放送のテレビアニメ『ダンジョン飯』エンディングテーマとして書き下ろされ、歌詞には「食」にまつわる言葉が盛り込まれた。
オリコン週間シングルランキングでは初登場15位を記録し、Billboard Japan Hot 100では初登場55位を記録した。シングルにはカップリング曲として、ユーキャン「チャレンジユーキャン2024」のCMソングとして書き下ろされた「Tap Tap Dance」が収録された。

## 背景・リリース
2023年12月15日、2024年1月4日より放送が開始されたテレビアニメ『ダンジョン飯』のエンディングテーマが「Party!!」に決定したことが発表された。楽曲についてメンバーはライオス率いるパーティーに仲間入りをさせてもらうような気持で楽曲を制作しました。緑黄色社会がお届けするパーティーソングが毎話毎話楽しみなデザートになることを祈っていますとコメントした。楽曲はコンペ形式で選ばれ、長屋は（小林）壱誓と（穴見）真吾は昔から、オープニング主題歌を担当されたBUMP OF CHICKENが大好きで、2人のクレジットが入ってほしいと思ったんですと語っている。同日には本作の一部を使用したテレビアニメ『ダンジョン飯』の第2弾PVがYouTube上で公開された。
2024年1月18日、3月6日に9枚目のシングルとして初回生産限定盤、通常盤、期間生産限定盤の3形態で発売されることが発表された。初回生産限定盤にはバラエティー企画「結成12周年目の絆の行方」と2023年9月6日に配信された「奏でた音の行方 vol.9」でのライブ映像、期間生産限定盤にはテレビアニメ『ダンジョン飯』のノンクレジットエンディング映像を収録したBlu-rayが付属。また、期間生産限定盤のジャケットはテレビアニメ『ダンジョン飯』の描き下ろし絵柄が使用された。
1月24日に放送されたニッポン放送『緑黄色社会・長屋晴子のオールナイトニッポンX』で初フルオンエアとなり、25日にCDの発売に先駆けて「Party!!」の先行配信が開始された。

## 制作
「Party!!」の作詞は小林が手がけ、作曲は小林と穴見の共作。アニメのプロデューサーである菊島憲文と監督である宮島善博からエンディングだけど重くならずハッピーにというリクエストを受け、小林はライオスたちが最後に宴を開けたらいいよねという願いから歌詞を書いた。歌詞には「食」にまつわる言葉が盛り込まれている。また、サビの“ありがとう”じゃ足らんなくてという歌詞は、BUMP OF CHICKENの「supernova」の一節へのリスペクトとなっている。
作曲を手がけた穴見はアニメは日本が誇るカルチャーですから、僕的には日本代表みたいな意気込みで楽曲を制作しました。でも世界市場に合わせたわけではなく、アニメへの導入であることを一番大切にしていますと語っている。本作のレコーディングについて、穴見は楽器も各々立つシーンがあるので、一人一人ライオスのパーティーの一員みたいに感じて。ちょうど4人だし、キャラクターと自分たちを重ね合わせていきましたと説明している。

## 評価
音楽ライターの森朋之は、『Real Sound』に寄稿したレビューで仲間に対する強くて温かい思いをダイレクトに反映した歌詞、力強さと優しさを同時に響かせるボーカルこそが、この曲の核だろう。ソウル、ファンクのエッセンスをたっぷり注ぎ込んだアレンジ、メンバーのセンスと技術がハッピーにせめぎ合う間奏もカッコいい！と評した。
音楽ライターの長瀬昇は、『ROCKIN'ON JAPAN』（2024年4月号）で歌うようにうねるベースが牽引するビートの上で細やかな譜割りを完璧かつエネルギッシュに歌い上げるボーカルが光るキャッチーな楽曲。と思えば、最初のサビのあとのギターソロを契機にピアノ～ボーカル～ホーンと演奏の主導権が目まぐるしく移り変わり、彼らは全員が主人公のパーティーであることが鮮やかに描き出される《ただ君に伝われ／伝えるから届け》というラインが、このうえなく強く響くと評した。

## ミュージック・ビデオ
2024年2月22日、公式YouTubeチャンネルで「Party!!」のミュージック・ビデオが公開された。監督は過去に「キャラクター」、「陽はまた昇るから」、「ミチヲユケ」、「ピンクブルー」のミュージック・ビデオを手がけた田向潤が務めた。ビデオは現実空間と仮想空間を行き来する構成となっており、その中で勇者の長屋、弓使いの小林、戦士のpeppe、魔法使いの穴見で構成されるパーティーが強大な敵に立ち向かうべく冒険する姿が描かれている。

## シングル収録曲
| 全作詞: 小林壱誓、全編曲: 穴見真吾・LASTorder。 |                                  |           |                   |      |
| #                                               | タイトル                         | 作詞      | 作曲              | 時間 |
| 1.                                              | 「Party!!」                      | 小林壱誓  | 小林壱誓 穴見真吾 | 4:18 |
| 2.                                              | 「Tap Tap Dance」                | 小林壱誓  | 穴見真吾          | 3:32 |
| 3.                                              | 「Party!! (Instrumental)」       | 小林壱誓  |                   | 4:18 |
| 4.                                              | 「Tap Tap Dance (Instrumental)」 | 小林壱誓  |                   | 3:32 |
| 合計時間:                                       | 合計時間:                        | 合計時間: | 15:40             |      |

| #  | タイトル                 | 作詞 | 作曲・編曲 | 備考                                        |
| -- | ------------------------ | ---- | ---------- | ------------------------------------------- |
| 1. | 「結成12年目の絆の行方」 |      |            | - プロデューサー : 田村洋 - 編集 : 成川隼弥 |
| 2. | 「奏でた音の行方 vol.9」 |      |            | プロデューサー・監督 : 田村洋               |

| #  | タイトル                                                       | 作詞 | 作曲・編曲 |
| -- | -------------------------------------------------------------- | ---- | ---------- |
| 1. | 「TVアニメ『ダンジョン飯』ノンクレジットエンディングムービー」 |      |            |

## クレジット
※出典（特記を除く）
緑黄色社会
- 長屋晴子 – Vocal, Guitar
- 小林壱誓 – Guitar, Chorus
- peppe – Keyboard, Chorus
- 穴見真吾 – Bass, Chorus, A.Guitar（M2）

追加ミュージシャン
- LASTorder – Programming
- 城戸紘志 – Drums
- 湯本淳希 – Trumpet（M1）

レコーディング・スタッフ
- 村上宣之 – Recording, Mixing
- 阿部充泰 – Mastering

## チャート成績

### 週間チャート
| チャート (2024年)                     | 最高位 |
| ------------------------------------- | ------ |
| 日本 (Japan Hot 100)                  | 55     |
| Japan Hot Animation (Billboard JAPAN) | 18     |
| 日本 (オリコン)                       | 15     |
| 日本 (オリコン合算シングル)           | 50     |
| 日本 (オリコンアニメシングル)         | 4      |

| チャート (2024年)                      | 最高位 |
| -------------------------------------- | ------ |
| Japan Download Songs (Billboard JAPAN) | 44     |
| 日本 (オリコンデジタルシングル)        | 4      |

### 年間チャート
| チャート (2024年)                      | 順位 |
| -------------------------------------- | ---- |
| Japan Download Songs (Billboard JAPAN) | 78   |

## 発売日一覧
| 国/地域 | 発売日        | レーベル           | 規格       | 規格品番      | 備考                                                                    |
| ------- | ------------- | ------------------ | ---------- | ------------- | ----------------------------------------------------------------------- |
| 全国    | 2024年1月25日 | Epic Records Japan | 音楽配信   | ESXX02835B00Z | 先行配信                                                                |
| 全国    | 2024年3月6日  | Epic Records Japan | 音楽配信   | ESXX02836B00Z |                                                                         |
| 日本    | 2024年3月6日  | Epic Records Japan | CD+Blu-ray | ESCL-5930/1   | 初回生産限定盤                                                          |
| 日本    | 2024年3月6日  | Epic Records Japan | CD         | ESCL-5932     | 通常盤                                                                  |
| 日本    | 2024年3月6日  | Epic Records Japan | CD+Blu-ray | ESCL-5933/4   | 期間生産限定盤 『ダンジョン飯』の描き下ろし絵柄を使用したジャケット仕様 |